# Puck (hold)
A Puck az Uránusz tizenkettedik holdja. Méretét tekintve a hatodik legnagyobb holdja anyabolygójának. A legtöbb Uránusz-holdhoz hasonlóan a Voyager–2 szonda fedezte fel 1985 decemberében.
A Puck pályája az Uránusz legkülső gyűrűi és a Miranda között helyezkedik el. Távolsága az anyabolygótól kb. 86 000 km, átmérője 162 km.

## Nevének eredete
A Puckot 1985 december 30-án fedezték fel a Voyager-2 űrszonda felvételei alapján. Ideiglenes neve S/1985 U 1 volt, ám gyakran használták az Uránusz VI elnevezést is.
A holdat nem sokkal később William Shakespeare Szentivánéji álom című művének egyik szereplője alapján Puck-nak nevezték el. 

## Fizikai tulajdonságai
A Puck - mely az első a Voyager-2 űrszonda által felfedezett holdak közül - kb. 162 km átmérőjű.
A hold felszíne szürke színű és rengeteg kráter található rajta. Belső felépítésről keveset tudunk. Valószínűleg vízjég is található a holdon. 

## Külső hivatkozások
- A Voyager-2 Puck-ról készített képeinek újradolgozott változata